# Ефемерида

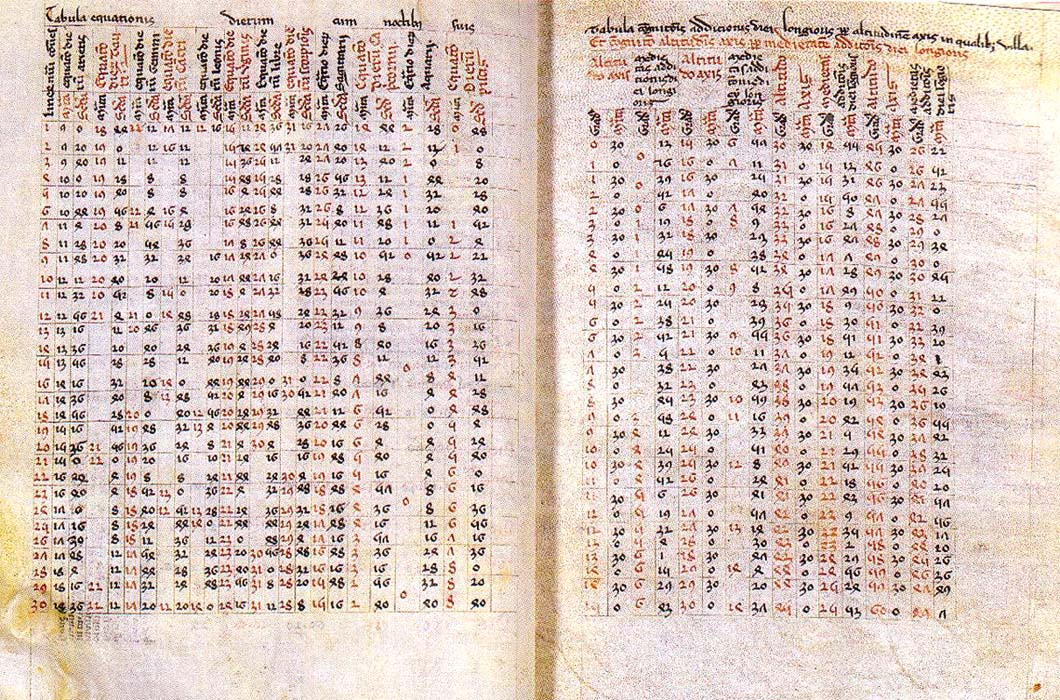
Альфонсові таблиці — ефемериди, складені в Толедо між 1252 і 1270 роками на підставі методів Птолемея під патронажем короля Альфонсо X

Ефемери́да (в астрономії) — таблиця попередньо обчислених небесних координат Сонця, Місяця, планет та інших астрономічних об'єктів у послідовні моменти, наприклад, опівночі кожної доби. Зоряні ефемериди — таблиці видимих положень зір залежно від впливу прецесії, аберації, нутації.
Історично європейські таблиці ефемерид походять від Альмагеста і Підручних таблиць Птолемея та Зіджей середньовічних мусульманських астрономів.
Найважливіші сучасні астрономічні річні альманахи з ефемеридами: нім. «Berliner Astronomisches Jahrbuch», англ. «Nautical Almanac», фр. «Connaissance des Temps», англ. «American Ephemeris».
Ефемериди, зокрема, застосовуються для визначення координат спостерігача (див. астрономічна навігація). Також ефемеридами називаються координати штучних супутників Землі, що використовуються для навігації, наприклад, у системах NAVSTAR (GPS), ГЛОНАСС, Galileo. Координати супутників передаються у складі повідомлень про розташування супутника, в цьому випадку кажуть про передачу ефемерид.

## Історія

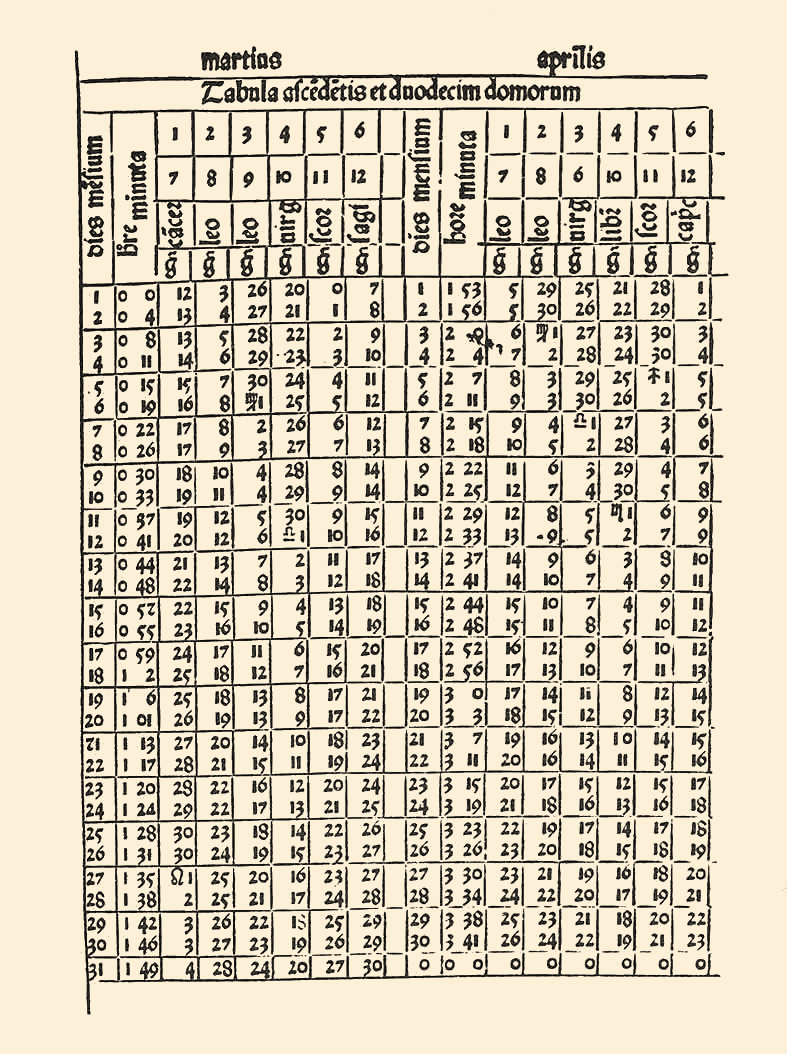
Almanach Perpetuum — ефемериди Авраама Закуто

1 тисячоліття до н.е. — ефемериди у Вавилонській астрономії.
II ст. — Альмагест і Підручні таблиці Птолемея
VIII ст. — зідж Ібрагіма аль-Фазарі
IX ст. — зідж «Великі астрономічні таблиці Сіндгінда» (Зідж аль-Сіндгінд) Мухаммада аль-Хорезмі
XII ст. — зідж Абдуррахмана аль-Хазіні, іранського астронома грецького походження з Сельджуцької імперії. Таблиці, складені в 1115 році для султана Санджара (Зідж аль-Санджарі), вважаються однією з головних робіт з математичної астрономії середньовічного періоду.
XII ст. — Толедські таблиці (засновані переважно на арабських джерелах — зіджах ісламських астрономів) були відредаговані Герардом Кремонським і сформували стандартні європейські ефемериди, що перебували у використанні до створення Альфонсових таблиць.
XIII ст. — зідж Ільхані (Ільханічні таблиці) були складені в обсерваторії Мараге в Персії.
XIII ст. — Альфонсові таблиці були складені в Іспанії, щоб виправити аномалії в таблицях Толедо, залишаючись стандартними європейськими ефемеридами до Прутенічних таблиць майже 300 років потому.
XIII ст. — ефемериди майя (Дрезденський кодекс), що дійшли до наших днів
1408 — Китайська ефемеридна таблиця (копія в Пепісійській бібліотеці, Кембридж, Велика Британія (довідник '1434'); китайські таблиці, як вважають, були відомі Регіомонтану).
1474 — Регіомонтан публікує свої Повсякденні ефемериди в Нюрнберзі, Німеччина.
1496 — Almanach Perpetuum Авраама бен Самуеля Закуто (одна з перших книг, опублікованих рухомим шрифтом і друкарським верстатом у Португалії)
1504 — після кораблетрощі на острові Ямайка, Христофор Колумб успішно передбачив для місцевих жителів місячне затемнення, використовуючи ефемериду німецького астронома Регіомонтана.
1531 — у Тюбінгені посмертно опубліковано роботу Йоганнеса Штеффлера, яка продовжує ефемериди Регіомонтана до 1551 року.
1551 р. — опубліковані Прусські таблиці Еразма Рейнгольда, засновані на теоріях Коперника.
1554 — Йоганн Стадіус опублікував Ephemerides novae et auctae, перші великі ефемериди, обчислені згідно з геліоцентричною моделлю Коперника, використовуючи параметри, отримані з Прусських таблиць. Хоча модель Коперника забезпечила елегантне вирішення проблеми обчислення видимих положень планет (вона уникала потреби в екванті та краще пояснювала видимий ретроградний рух планет), вона все ще покладалася на використання епіциклів, що призводило до деяких неточностей — наприклад, до періодичних похибок в положенні Меркурія до десяти градусів. Одним із користувачів ефемерид Стадіуса був Тихо Браге.
1627 — Рудольфинські таблиці Йоганна Кеплера, засновані на еліптичному русі планет, стали новим стандартом.
1679 — Жаном Пікаром вперше опубліковано La Connaissance des Temps ou calendrier et éphémérides du lever & coucher du Soleil, de la Lune & des autres planètes, який щорічно випускається і досі.
Перші публікації ефемерид, що з'явилися в середині XVIII ст., призначалися саме для навігації. Так, 1767 р. було видано британський «Морський альманах» (пізніше він став називатися «Астрономічні ефемериди»). Це відбулося незабаром після того, як з'явилася практична можливість обчислювати морські координати за розташуванням Місяця. У Сполучених Штатах британським «альманахом» користувалися аж до 1852 р., до виходу «Американських ефемерид та Морського альманаху». У 1960 р. був початий перегляд цих видань з метою усунення дублювання, і вони злилися в одне, зберігши, різні назви. До них увійшли таблиці положень планет, які складалися на основі найкращих теорій руху планет. Найбільш детальною теорією руху Меркурія на той час була теорія Левер'є, що з'явилася в 1859 р. Починаючи з видання «Морського альманаху» З 1981 р. британський щорічник має назву «Астрономічний альманах». — на 1864, ця теорія замінила теорію Лінденау прийняту 1813 року, яка застосовувалась для розрахунків ефемерид аж до 1901 р. У «Американських ефемеридах» публікувалися таблиці положень Меркурія, складені Уінлоком на основі теорії, створеної Левер'є в 1845 р., і в такому вигляді видання виходило до 1899 р. У наступних випусках «Морського альманаху і Американських ефемерид» публікувалися положення Меркурія, обчислені на основі теорії американського астронома Саймона Ньюкомба, що з'явилися 1895 року.
1975 — Оуен Джінгеріх, використовуючи сучасну планетарну теорію та цифрові комп'ютери, обчислив фактичні положення планет у XVI ст. та склав графіки помилок у положеннях планет, передбачених ефемеридами Штоффлера, Стадіуса та інших. За словами Джінгерича, шаблони помилок «так само характерні, як відбитки пальців, і відображають характеристики основних таблиць. Тобто шаблони помилок для Stöffler відрізняються від шаблонів Stadius, але шаблони помилок Stadius дуже нагадують шаблони помилок Maestlin, Magini, Оріганус та інші, які дотримувалися параметрів Коперника».
2024 — ефемериди руху МКС стали відкритими та доступними для громадськості. Зазначені дані стосовно МКС створюються (оновлюються) співробітниками NASA в Контрольному центрі місій у Космічному центрі ім. Джонсона тричі на тиждень. Ефемериди дозволяють відстежувати, де на даний час знаходиться МКС та куди вона рухатиметься далі. Вони також можуть гарантувати, що її траєкторія не перетнеться з іншими об’єктами в космосі. Дані про ефемериди надаються у двох форматах і містять інформацію про масу МКС, площу опору, коефіцієнти, а також відомості про майбутні маневри станції. Ефемериди також містять в себе інформацію про стан МКС в певні моменти часу в системі координат епохи J2000.0. Вони дозволяють відстежувати місцезнаходження та швидкість станції в інтервалах по 4 хв. протягом 15 днів, а під час маневрів — навіть через кожні 2 сек. Відтепер зазначена ініціатива дозволяє кожному спостерігати за рухом МКС, дізнатись про планування місій та потенційні космічні маневри станції, що підвищує прозорість та доступність космічних досліджень для всього світу.

## Причини вивчення ефемерид планет
- Прогнозування особливих явищ в русі планет та їх супутників (сонячних та місячних затемнень; покриття зір планетами чи супутниками).
- Створення оптимальних програм нагляду для вирішення конкретних астрономічних задач.
- Організація й проведення спостережень планет.
- Контроль точності проведених спостережень.
- Опис еволюції Сонячної системи.

## Методи обчислення ефемерид

### DE200/LE200
Ефемериди планет і Місяця DE200/LE200 розроблено в лабораторії реактивного руху, Пасадена, США. Одна з найбільш розвинених і розповсюджених в світі ефемерид планет і Місяця. Вона отримала назву DEXXX/LEXXX, де XXX деякий тризначний номер який ідентифікує версію ефемериди. Один з головних авторів роботи є Е. Стендіш. Немає точних відомостей про те, коли була розпочата розробка ефемерид. У розпорядженні Радянського союзу «американська» ефемерида DE200/LE200 потрапила в 1980-х рр., і саме ця версія є найбільш розповсюдженою, тому наступні описи стосуються саме цієї версії. Ефемерида DE200/LE200 має наступні характеристики. Вона визначає координати всіх дев'яти планет Сонячної системи та Місяця. Крім того, ефемерида містить формули для визначення прецесії та нутації. Спостереження, на яких було ґрунтується ефемерида, здійснювалися на інтервалі 1715—1976 років. Моделі руху планет і Місяця розроблено чисельним інтегруванням рівнянь руху. Координати планет та Місяця подано у вигляді рядів у поліномах Чебишова на інтервалі часу з 1750 по 2050 роки. Максимальна довжина підінтервала часу становить 19 діб, а максимальна степінь поліномів — 14. Система прямокутних координат планет, яка використовується в ефемериді DE200/LE200 є нерухомою барицентричною, геоекваторіальні епохи рівнодення і екватора J2000. Для представлення координат Місяця використовується необертальна барицентрична (Земля-Місяць) геоекваторіальна система епохи рівнодення й екватора J2000. Одиницями вимірювання координат є Астрономічні одиниці. Шкала часу — TDB (барицентричний динамічний час). Початково розроблялось так, що система координат, змодельована за допомогою ефемериди DE200/LE200 збігається з системою координат зоряного каталога FK5. Проте подальший аналіз показав, що існує деякий досить незначний (близько 0,05 кутової секунди) кут між відповідними осями координат двох систем. Ефемериди серії DEXXX/LEXXX постійно вдосконалюються відповідно до нових спостережень та новими уточненими моделями прецесій та нутацій. Існують різні версії цієї ефемериди відповідно різним зірковим каталогам.

Аналітичні моделі руху планет також продовжують розвиватися.
З 1986 року ефемериди планет, які публікують в Астрономічному щорічнику визначаються за допомогою ефемериди DE200/LE200.

### VSOP
Напіваналітичну планетарну теорію VSOP (французька мова: Variations Séculaires des Orbites Planétaires, скорочено VSOP) було розроблено вченими в Бюро довгот у Парижі. Вона застосовується і зараз, поновлюється з результатами останніх і найбільш точних вимірювань. Перша версія, VSOP82, розрахована тільки на орбітальні елементи в будь-який момент часу. Оновлена версія, VSOP87, крім забезпечення підвищеної точності, обчислює положення безпосередньо планет, а також їх орбітальних елементів, у будь-який момент.
П'єр Бретаньон завершив перший етап спостережень в 1982 році, а результати його роботи відомі як VSOP82. Але через тривалий періоду варіацій, його результати будуть справджуватися не більше мільйона років (навіть набагато менше, можливо, 1000 років, але з дуже високою точністю).
Одна з основних проблем в будь-якій теорії є те, що амплітуди збурень є функцією маси планет (та інших факторів). Ці маси можна визначити, спостерігаючи за періодом з природних супутників кожної планети або шляхом спостереження гравітаційного відхилення космічного корабля, що проходить поблизу планети. Більше спостережень формують більшу точність. Короткий період збурень (менше кількох років) може бути досить легко і точно визначений, але довготривалі збурення (періоди яких коливаються від десятиліть до століття) набагато складніше, тому що відрізок часу, коли проводяться точні вимірювання не досить довгий це може призвести до того що ми їх можемо не відрізнити від стаціонарних умов.
Практичною проблеми з VSOP82 було те, що оскільки в ній міститься довгий ряд тільки орбітальних елементів планет не було легко з'ясувати: де кінець серії, якщо повна точність була не потрібна. Ця проблема була вирішена в VSOP87, яка забезпечує ряд для позицій, а також для елементів орбіти планет.
У VSOP87 тривалі терміни періоду були адресовані, в результаті чого значно підвищувалася точність, хоча сам метод розрахунків залишався без змін. VSOP87 дає гарантії положень Меркурія, Венери, барицентра Земля-Місяць і Марса з точністю до 1" за 4000 років до і після J2000. З такою ж точністю визначено і положення Юпітера, Сатурна на більш як 2000 років, а для Урана і Нептуна від 6000 років до і після J2000.
Це, разом з його вільною доступністю зробило VSOP87 найпопулярнішим джерелом для планетарних розрахунків в даний час, наприклад, він використовується в Celestia.
Ще одним значним поліпшенням є використання прямокутних координат на додаток до еліптичної системи. У традиційній теорії збурень прийнято описувати основну орбіту планети 6-ма орбітальними елементами (гравітаційні виходи диференціальних рівнянь другого порядку, в результаті яких 2 сталі інтегрування, і є одним з таких рівнянь для кожного напрямку в 3 вимірному просторі):
1. a — велика піввісь;
2. е — ексцентриситет орбіти;
3. і — нахил орбіти;
4. Ω — довгота висхідного вузла;
5. ω — аргумент перигелію (або довгота перигелію π = ω + Ω);
6. T — час перигелію проходження (або середня аномалія M).

Без збурення цих елементів система була б постійною, і тому ідеально підходить як основа для теорій. Враховуючи збурення, які постійно змінюються, розрахунки стають громіздкими і як наслідок неможливими. Результатом є орбітальний елемент в певний час, який може бути використано для обчислення позиції в прямокутних координат (X, Y, Z) або сферичних координатах: довгота, широта і геліоцентричні відстані. Перехід в прямокутні координати (X, Y, Z), які простіші у використанні, виконується через додавання векторів, і повороти (наприклад екліптики в екваторіальних координат) через матрицю множення.
VSOP87 поставляється в 6 таблицях:
- VSOP87 геліоцентричної екліптики орбітальні елементи для рівнодення J2000.0; 6 орбітальних елементів, ідеально, щоб отримати уявлення про те, як орбіти змінюються з часом.
- VSOP87A геліоцентричної екліптики прямокутні координати для рівнодення J2000.0; найбільш корисні при перетворенні в геоцентричні координати, для подальшої побудови місцезнаходженя на карті зоряного неба.

### EPM
Чисельні ефемериди планет і Місяця — EPM (Ephemerides of Planets and the Moon) почали створюватися наприкінці 70-х років минулого століття для забезпечення космічних польотів. В даний час в ІПА РАН створена серія чисельних ефемерид планет і Місяця (EPM), порівнянних за точністю, а в деяких відношеннях і переважаючих прийняту як міжнародний стандарт зарубіжну теорію JPL — DE405/LE405. Ефемериди EPM відповідають сучасним вимогам точності й є основою для обчислення даних, що публікуються в Астрономічному Щорічнику, що випускається в ІПА, а також необхідні при реалізації космічних експериментів, як у далекому космосі, так і навколоземному просторі.
Оновлені ефемериди EPM включають нові значення мас планет та інших постійних, поліпшену динамічну модель з додаванням Транс-Нептунових Об'єктів (ТНО) і розширену базу даних 1913—2009 рр.. Ефемериди EPM отримані спільним інтегруванням рівнянь руху планет, Сонця, Місяця, найбільших астероїдів (301) і ТНО (21), місячної фізичної лібрації, з урахуванням збурень від стиснення Сонця і двох кілець, що моделюють вплив інших більш дрібних астероїдів і ТНО. Рівняння руху тіл бралися в пост-Ньютонівському наближенні в полі Шварцшильда, описуваному трипараметричною метрикою. Інтегрування в барицентричній системі координат на епоху J2000.0 виконувалося методом Еверхарт на інтервалі 400 років (1800—2200 рр..). У процесі поліпшення планетної частини ефемерид EPM по більш ніж 600000 спостереженнями різного типу (від класичних меридіанних до сучасних радіотехнічних) визначалося близько 260 параметрів, включаючи параметри обертання Марса, загальну масу астероїдів головного поясу і ТНО, що знаходяться на середній відстані 43 а. о., стиснення Сонця, релятивістські параметри. Ефемериди EPM2008 доступні через ftp://quasar.ipa.nw.ru/incoming.